# AKB48第24張單曲選拔猜拳大會
AKB48第24張單曲選拔猜拳大會（日語：AKB48 24thシングル選抜じゃんけん大会），是以猜拳的形式來決定成員是否能夠參與AKB48第24張單曲。猜拳大會將成員分成A至H組，總共8組來進行分組猜拳，每組勝出的兩位，總共16人成為選拔成員，參與的分別是59位AKB48成員、5位SKE48成員和4位NMB48成員，而猜拳大會的舉辦地點則在日本武道館。負責報導的是福澤朗，裁判是山亮太。

## 概要
2011年7月3日，在東京國際展示場舉行的《Everyday、髮箍》大握手會中，AKB48官方宣佈再次舉辦猜拳大會。
本次的猜拳大會，除了AKB48的正式成員繼續參加之外，本次也容許姐妹團體SKE48和NMB48（但不包括SDN48）的成員參與。不過，與AKB48正式成員不同的是，姐妹團體的成員需要事先參加所屬團體的資格賽（予備戦）。在資格賽當中勝出的成員將取得參加猜拳大會的資格並作為姐妹團體的代表角逐冠軍。除此之外，和上次猜拳大會一樣，AKB48的研究生也需要參加資格賽，並選出代表參加猜拳大會。
7月16日，NMB48在Zepp 大阪舉行的資格賽中，由山口夕輝、肥川彩愛、與儀ケイラ、島田玲奈和藤田留奈勝出，因而取得參加猜拳大會的資格。7月18日，AKB48在AKB48劇場舉行的AKB48研究生資格賽中，小林茉里奈、入山杏奈和伊豆田莉奈勝出，並取得猜拳大會的參賽資格。7月20日，SKE48在一宮市民會館舉行的資格賽中，由桑原瑞希、松井珠理奈、若林倫香、佐藤實繪子和竹内舞勝出，並取得猜拳大會的參賽資格。
7月24日，AKB48在西武巨蛋舉行的公演結束後，進行猜拳大會的抽籤儀式。種子選手是仲川遙香、小森美果、伊豆田莉奈、岩佐美咲、田名部生來、增田有華和峯岸南。
不久後，森杏奈宣佈畢業，而大場美奈和NMB48的島田玲奈則退出猜拳大會。
另外，猜拳大會在日本全國約100間電影院中直播，韓國、香港、台灣、新加坡和泰國部分的電影院也會直播。

## 賽前
SKE48成員松井珠理奈揚言要取第一位，AKB48的島田晴香也以第一位作為目標。渡邊麻友在出席《笨拙的媚眼》的發售紀念活動時表示希望走廊奔跑隊7的7位成員中至少有一位能夠入選。
在《AKB48猜拳大會官方指南2011》的AKB48 10賢人預測中，山里亮太、井上朝夫和田村憲司均認為松井珠理奈能夠入選，毛利忍、佐藤雅之和角銅秀人則屬意島田晴香，小嶋陽菜則獲得毛利忍、佐藤雅之和井上朝夫的支持，與儀Keira（與儀ケイラ）則獲近藤康平、井上朝夫和田村憲司的支持，毛利忍和Bad boys屬意高城亞樹，而後藤喜男和田村憲司則是桑原瑞希，後藤喜男和佐藤雅之均認為梅田彩佳也能夠入選。SDN48成員浦野一美、大堀惠、佐藤由加理、小原春香和野呂佳代則預測由梅田彩佳、田名部生來和橫山由依奪得首三位。手相藝人島田秀平和易經占卜師Maggie預測宮澤佐江能夠入選、八字命學占卜師藤森綠和西洋占星學占卜阿雅佐則屬意小嶋陽菜，其他獲預測能夠入選的還有鈴木紫帆里、與儀Keira、中塚智實、仁藤萌乃、竹內舞、入山杏奈、前田敦子、梅田彩佳、松原夏海和肥川彩愛，總結得出當天運氣最高的是仁藤萌乃和宮澤佐江，最低的是北原里英，記者與成員的對戰紀錄中，成績最好的是若林倫香的16勝4敗，最差的是小嶋陽菜和峯岸南的4勝16敗。
在《原來如此！高校》中，慶應義塾大學教授茂木健一郎以神經科學的角度向部分成員傳授猜拳勝出的方法。
另外，原本定價2,400日圓的門票被炒高至45,000日圓。

## 過程
猜拳大會開始前，首先由福澤朗逐一介紹成員入場，然後安東尼奧·豬木替在SKE48資格賽落敗的松井玲奈注入鬥魂。
在第一場，肥川彩愛擊敗Team 4的中村麻里子，替NMB48先拔頭籌。然後選拔常客柏木由紀、宮澤佐江、板野友美和大島優子等接連落敗。前田敦子敗給穿上盔甲的秋元才加，其所有單曲均是選拔成員的紀錄即時中止。同樣是所有單曲均為選拔成員的小嶋陽菜則擊敗no3b隊友高橋南。AKB48第19張單曲選拔猜拳大會第一名內田真由美在三次平局後，於第四局不敵指原莉乃，在首輪出局。
第二輪，桑原瑞希擊敗渡邊麻友成為SKE48唯一一位入選成員。小嶋陽菜則擊敗高城亞樹，成為唯一在所有單曲均獲選拔的成員。峯岸南在擊敗松井珠理奈後替對手戴上自己的面具。小林茉里奈、大家志津香、山內鈴蘭和肥川彩愛首次成為選拔成員。
在準決賽，藤江麗奈擊敗小林茉里奈，篠田麻里子則擊敗峯岸南。決賽由AKB48第22張單曲選拔總選舉第40位的藤江麗奈對上AKB48最年長、神7之一的篠田麻里子，歷經三次平局後，最終由篠田麻里子勝出並首次成為中心成員。
猜拳大會結束後，由AKB48獻唱《Everyday、髮箍》和《飛翔入手》，最後加上SKE48和NMB48，以全體合唱《想見你》作結。
粗字是勝利者。
所屬的簡稱「研」是AKB48 Team研究生、「難研」是指NMB48研究生。
退出者以線作取消來表記。
| 1回戰 | 1回戰    | 1回戰    | 1回戰    | 1回戰    | 1回戰      | 1回戰    |
| 座    | 左Player | 左Player | 左Player | 右Player | 右Player   | 右Player |
| 座    | No.      | 名字     | 所屬     | No.      | 名字       | 所屬     |
| ----- | -------- | -------- | -------- | -------- | ---------- | -------- |
| A     | 1        | 肥川彩愛 | 難研     | 2        | 中村麻里子 | 4        |
| B     | 10       | 平嶋夏海 | B        | 11       | 森杏奈     | 4        |
| C     | 19       | 柏木由紀 | B        | 20       | 菊地綾香   | K        |
| D     | 28       | 中塚智實 | K        | 29       | 市川美織   | 4        |
| E     | 37       | 石田晴香 | B        | 38       | 仁藤萌乃   | K        |
| F     | 46       | 松原夏海 | A        | 47       | 若林倫香   | KII      |
| G     | 55       | 島田晴香 | 4        | 56       | 倉持明日香 | A        |

| 座 | 2回戰 | 2回戰               | 2回戰    | 3回戰                 | 4回戰               | 準準決勝              | 準決勝              | 決勝                |
| 座 | No.   | 名字                | 所屬     | 3回戰                 | 4回戰               | 準準決勝              | 準決勝              | 決勝                |
| -- | ----- | ------------------- | -------- | --------------------- | ------------------- | --------------------- | ------------------- | ------------------- |
| A  | 1 3   | 肥川彩愛 仲川遥香   | 難研 A   | 肥川彩愛 中田千智     | 肥川彩愛 秋元才加   | 秋元才加 小林茉里奈   | 小林茉里奈 藤江麗奈 | 藤江麗奈 篠田麻里子 |
| A  | 4 5   | 中田千智 與儀Keira  | A 難研   | 肥川彩愛 中田千智     | 肥川彩愛 秋元才加   | 秋元才加 小林茉里奈   | 小林茉里奈 藤江麗奈 | 藤江麗奈 篠田麻里子 |
| A  | 6 7   | 鈴木紫帆里 多田愛佳 | B A      | 多田愛佳 秋元才加     | 肥川彩愛 秋元才加   | 秋元才加 小林茉里奈   | 小林茉里奈 藤江麗奈 | 藤江麗奈 篠田麻里子 |
| A  | 8 9   | 秋元才加 前田敦子   | K A      | 多田愛佳 秋元才加     | 肥川彩愛 秋元才加   | 秋元才加 小林茉里奈   | 小林茉里奈 藤江麗奈 | 藤江麗奈 篠田麻里子 |
| B  | 10 12 | 平嶋夏海 小森美果   | B        | 小森美果 小林茉里奈   | 小林茉里奈 梅田彩佳 | 秋元才加 小林茉里奈   | 小林茉里奈 藤江麗奈 | 藤江麗奈 篠田麻里子 |
| B  | 13 14 | 島田玲奈 小林茉里奈 | 難研 研  | 小森美果 小林茉里奈   | 小林茉里奈 梅田彩佳 | 秋元才加 小林茉里奈   | 小林茉里奈 藤江麗奈 | 藤江麗奈 篠田麻里子 |
| B  | 15 16 | 佐藤實繪子 藤田留奈 | KII 難研 | 藤田留奈 梅田彩佳     | 小林茉里奈 梅田彩佳 | 秋元才加 小林茉里奈   | 小林茉里奈 藤江麗奈 | 藤江麗奈 篠田麻里子 |
| B  | 17 18 | 米澤瑠美 梅田彩佳   | K        | 藤田留奈 梅田彩佳     | 小林茉里奈 梅田彩佳 | 秋元才加 小林茉里奈   | 小林茉里奈 藤江麗奈 | 藤江麗奈 篠田麻里子 |
| C  | 20 21 | 菊地綾香 伊豆田莉奈 | K 研     | 菊地綾香 藤江麗奈     | 藤江麗奈 河西智美   | 藤江麗奈 佐藤堇       | 小林茉里奈 藤江麗奈 | 藤江麗奈 篠田麻里子 |
| C  | 22 23 | 島崎遥香 藤江麗奈   | 4 K      | 菊地綾香 藤江麗奈     | 藤江麗奈 河西智美   | 藤江麗奈 佐藤堇       | 小林茉里奈 藤江麗奈 | 藤江麗奈 篠田麻里子 |
| C  | 24 25 | 大場美奈 河西智美   | 4 B      | 河西智美 野中美鄉     | 藤江麗奈 河西智美   | 藤江麗奈 佐藤堇       | 小林茉里奈 藤江麗奈 | 藤江麗奈 篠田麻里子 |
| C  | 26 27 | 野中美鄉 佐藤夏希   | K B      | 河西智美 野中美鄉     | 藤江麗奈 河西智美   | 藤江麗奈 佐藤堇       | 小林茉里奈 藤江麗奈 | 藤江麗奈 篠田麻里子 |
| D  | 29 30 | 市川美織 岩佐美咲   | 4 A      | 市川美織 佐藤堇       | 佐藤堇 桑原瑞希     | 藤江麗奈 佐藤堇       | 小林茉里奈 藤江麗奈 | 藤江麗奈 篠田麻里子 |
| D  | 31 32 | 佐藤堇 永尾まりや   | B 4      | 市川美織 佐藤堇       | 佐藤堇 桑原瑞希     | 藤江麗奈 佐藤堇       | 小林茉里奈 藤江麗奈 | 藤江麗奈 篠田麻里子 |
| D  | 33 34 | 仲谷明香 渡邊麻友   | A B      | 渡邊麻友 桑原みずき   | 佐藤堇 桑原瑞希     | 藤江麗奈 佐藤堇       | 小林茉里奈 藤江麗奈 | 藤江麗奈 篠田麻里子 |
| D  | 35 36 | 横山由依 桑原瑞希   | K S      | 渡邊麻友 桑原みずき   | 佐藤堇 桑原瑞希     | 藤江麗奈 佐藤堇       | 小林茉里奈 藤江麗奈 | 藤江麗奈 篠田麻里子 |
| E  | 37 39 | 石田晴香 田名部生来 | B K      | 田名部生来 大家志津香 | 大家志津香 小嶋陽菜 | 大家志津香 篠田麻里子 | 篠田麻里子 峯岸南   | 藤江麗奈 篠田麻里子 |
| E  | 40 41 | 小林香菜 大家志津香 | B A      | 田名部生来 大家志津香 | 大家志津香 小嶋陽菜 | 大家志津香 篠田麻里子 | 篠田麻里子 峯岸南   | 藤江麗奈 篠田麻里子 |
| E  | 42 43 | 高城亞樹 仲俣汐里   | A 4      | 高城亞樹 小嶋陽菜     | 大家志津香 小嶋陽菜 | 大家志津香 篠田麻里子 | 篠田麻里子 峯岸南   | 藤江麗奈 篠田麻里子 |
| E  | 44 45 | 小嶋陽菜 高橋南     | A        | 高城亞樹 小嶋陽菜     | 大家志津香 小嶋陽菜 | 大家志津香 篠田麻里子 | 篠田麻里子 峯岸南   | 藤江麗奈 篠田麻里子 |
| F  | 47 48 | 若林倫香 增田有華   | KII B    | 增田有華 山口夕輝     | 山口夕輝 篠田麻里子 | 大家志津香 篠田麻里子 | 篠田麻里子 峯岸南   | 藤江麗奈 篠田麻里子 |
| F  | 49 50 | 竹内美宥 山口夕輝   | 4 N      | 增田有華 山口夕輝     | 山口夕輝 篠田麻里子 | 大家志津香 篠田麻里子 | 篠田麻里子 峯岸南   | 藤江麗奈 篠田麻里子 |
| F  | 51 52 | 近野莉菜 篠田麻里子 | B A      | 篠田麻里子 鈴木瑪莉亞 | 山口夕輝 篠田麻里子 | 大家志津香 篠田麻里子 | 篠田麻里子 峯岸南   | 藤江麗奈 篠田麻里子 |
| F  | 53 54 | 鈴木瑪莉亞 松井咲子 | B K      | 篠田麻里子 鈴木瑪莉亞 | 山口夕輝 篠田麻里子 | 大家志津香 篠田麻里子 | 篠田麻里子 峯岸南   | 藤江麗奈 篠田麻里子 |
| G  | 55 57 | 島田晴香 峯岸南     | 4 K      | 峯岸南 松井珠理奈     | 峯岸南 山内鈴蘭     | 峯岸南 前田亞美       | 篠田麻里子 峯岸南   | 藤江麗奈 篠田麻里子 |
| G  | 58 59 | 松井珠理奈 宮澤佐江 | S K      | 峯岸南 松井珠理奈     | 峯岸南 山内鈴蘭     | 峯岸南 前田亞美       | 篠田麻里子 峯岸南   | 藤江麗奈 篠田麻里子 |
| G  | 60 61 | 宮崎美穗 山内鈴蘭   | B 4      | 山内鈴蘭 佐藤亞美菜   | 峯岸南 山内鈴蘭     | 峯岸南 前田亞美       | 篠田麻里子 峯岸南   | 藤江麗奈 篠田麻里子 |
| G  | 62 63 | 佐藤亞美菜 竹内舞   | B E      | 山内鈴蘭 佐藤亞美菜   | 峯岸南 山内鈴蘭     | 峯岸南 前田亞美       | 篠田麻里子 峯岸南   | 藤江麗奈 篠田麻里子 |
| H  | 64 65 | 片山陽加 入山杏奈   | A 4      | 入山杏奈 北原里英     | 北原里英 前田亞美   | 峯岸南 前田亞美       | 篠田麻里子 峯岸南   | 藤江麗奈 篠田麻里子 |
| H  | 66 67 | 北原里英 板野友美   | B K      | 入山杏奈 北原里英     | 北原里英 前田亞美   | 峯岸南 前田亞美       | 篠田麻里子 峯岸南   | 藤江麗奈 篠田麻里子 |
| H  | 68 69 | 大島優子 前田亞美   | K A      | 前田亜美 指原莉乃     | 北原里英 前田亞美   | 峯岸南 前田亞美       | 篠田麻里子 峯岸南   | 藤江麗奈 篠田麻里子 |
| H  | 70 71 | 指原莉乃 内田真由美 | A K      | 前田亜美 指原莉乃     | 北原里英 前田亞美   | 峯岸南 前田亞美       | 篠田麻里子 峯岸南   | 藤江麗奈 篠田麻里子 |

## 結果
| 排名     | 成員名稱   | 所屬隊伍          | 第一屆猜拳大會 |
| -------- | ---------- | ----------------- | -------------- |
| 1        | 篠田麻里子 | Team A            | 第二輪出局     |
| 2        | 藤江麗奈   | Team K            | 第一輪出局     |
| 3        | 峯岸南     | Team K            | 第一輪出局     |
| 4        | 小林茉里奈 | Team 研究生       | 第二輪出局     |
| 5        | 秋元才加   | Team K            | 第二輪出局     |
| 6        | 大家志津香 | Team A            | 第一輪出局     |
| 7        | 前田亞美   | Team A            | 第5位          |
| 8        | 佐藤堇     | Team B            | 第6位          |
| 選拔成員 | 肥川彩愛   | NMB48 Team 研究生 | 沒有參加       |
| 選拔成員 | 梅田彩佳   | Team K            | 第二輪出局     |
| 選拔成員 | 河西智美   | Team B            | 第13位         |
| 選拔成員 | 桑原瑞希   | Team S            | 沒有參加       |
| 選拔成員 | 小嶋陽菜   | Team A            | 第3位          |
| 選拔成員 | 山口夕輝   | Team N            | 沒有參加       |
| 選拔成員 | 山內鈴蘭   | Team 4            | 資格賽出局     |
| 選拔成員 | 北原里英   | Team B            | 第二輪出局     |

## 賽後
觀看猜拳大會的現場觀眾有11,000人，而台北市信義區的威秀影城只有254個座位，供不應求。猜拳大會的話題獲選為日本娛樂新聞的第一位。光TV則推出與成員猜拳的網頁。

## 外部連結
- AKB48官方網站
- 〜AKB48 TOKYO DOME までの軌跡〜（官方部落格）（页面存档备份，存于）
- SKE48官方網站
- SKE48 Official Blog Powered by Ameba（页面存档备份，存于）
- NMB48官方網站（页面存档备份，存于）
- NMB48 官方部落格（ラフブロ）
- NMB48官方部落格 Powered by Ameba（页面存档备份，存于）